# Ichneumon patroclus
Ichneumon patroclus là một loài tò vò trong họ Ichneumonidae.